# اضطراب اختگی
اضطراب اختگی ترس از اخته شدن به‌صورت واقعی یا استعاری است. اضطراب اختگی ترس بسیار زیاد از آسیب یا از دست دادن آلت مردانه است.
یکی از اولین تئوری‌های آسیب‌شناسی روانی است. همچنین فروید، اضطراب اختگی را یک تجربه عمومی انسانی می‌انگاشت، مطالعات عملی کمی برروی این موضوع انجام شده‌است. تئوری بدین شکل است که که کودک ترس آسیب رساندن به اندام تناسلیش توسط والدی از جنس موافق (به عنوان مثال ترس پسر از پدر) را به عنوان تنبیهی برای داشتن احساسات جنسی به والد جنس مخالف (به عنوان مثال پسر به مادر) را دارد. در تئوری آمده‌است که اضطراب اختگی بین سنین ۳ تا ۵ سال که مرحله تناسلی رشد فرویدی است، شروع می‌شود. با اینکه معمولاً این اضطراب با جنس مذکر مرتبط می‌شود، در نظریه اضطراب اختگی به راه‌های متفاوت در دو جنس مذکر و مؤنث تجربه می‌شود. ساختار و پیامدهای عقدهٔ اختگی در پسر و دختر متفاوت است. پسر از اختگی می‌ترسد، و آن را به صورت یک تهدید پدرانه می‌بیند که در پاسخ به فعالیت‌های جنسی او اجرا می‌شود؛ حاصل این امر برای او، اضطراب اختگی شدید است. در دختر، فقدان آلت به صورت یک رنج اشتباه تجربه می‌شود که برای جبران یا درمان، اقدام به انکار آن می‌کند.